# Ann Zwinger
Ann Haymond Zwinger est une naturaliste américaine née le 12 mars 1925 à Muncie (Indiana) et morte le 30 août 2014 à Portland (Oregon).

## Biographie
A l'université, elle étudie l'histoire de l'art. C'est ainsi qu'elle sort diplômée avec une licence en arts du Wellesley College en 1946 et un mastère en beaux arts de l'Université de l'Indiana en 1950.

Ann épouse le pilote Herman H. Zwinger en 1952. Installés à Colorado Springs, ils ont trois filles. Ann Haymond Zwinger donne des cours sur le sud-ouest américain (Southwest studies) et la littérature anglaise au Collège du Colorado. 

En 1976, Ann Zwinger reçoit la médaille John Burroughs pour la remarquable contribution à l'histoire naturelle que constitue son livre Run, River, Run, qui lui vaut également le prestigieux prix Friends of American Writers dans la catégorie essai.